# Woodland Park (Colorado)
Woodland Park es una ciudad ubicada en el condado de Teller en el estado estadounidense de Colorado. En el Censo de 2010 tenía una población de 7200 habitantes y una densidad poblacional de 425,59 personas por km².

## Geografía
Woodland Park se encuentra ubicada en las coordenadas 38°59′57″N 105°3′34″O / 38.99917, -105.05944. Según la Oficina del Censo de los Estados Unidos, Woodland Park tiene una superficie total de 16.92 km², de la cual 16.92 km² corresponden a tierra firme y (0%) 0 km² es agua.

## Demografía
Según el censo de 2010, había 7200 personas residiendo en Woodland Park. La densidad de población era de 425,59 hab./km². De los 7200 habitantes, Woodland Park estaba compuesto por el 94.36% blancos, el 0.4% eran afroamericanos, el 0.64% eran amerindios, el 0.81% eran asiáticos, el 0.03% eran isleños del Pacífico, el 1.15% eran de otras razas y el 2.61% pertenecían a dos o más razas. Del total de la población el 5.82% eran hispanos o latinos de cualquier raza.